# Казі Лхендуп Дорджі Кханґсарпа
Казі Лхендуп Дорджі Кханґсарпа (Kazi Lhendup Dorji Khangsarpa, 1904, Пакйонґ, Східний Сіккім, Сіккім — 30 червня 2007, Калімпонґ, Західний Бенгал) — перший прем'єр-міністр Сіккіму, що займав цю посаду з моменту входження Сіккіму до складу Індії в 1974 році. Він народився в знатній сіккімські родині, був засновником політичних партій Сіккім Праджа Мандал (1945) і Сіккімський національний конгрес (1962).